# Anopheles roperi
Anopheles roperi är en tvåvingeart som beskrevs av Reid 1950. Anopheles roperi ingår i släktet Anopheles och familjen stickmyggor. Inga underarter finns listade i Catalogue of Life.